# 修道院长

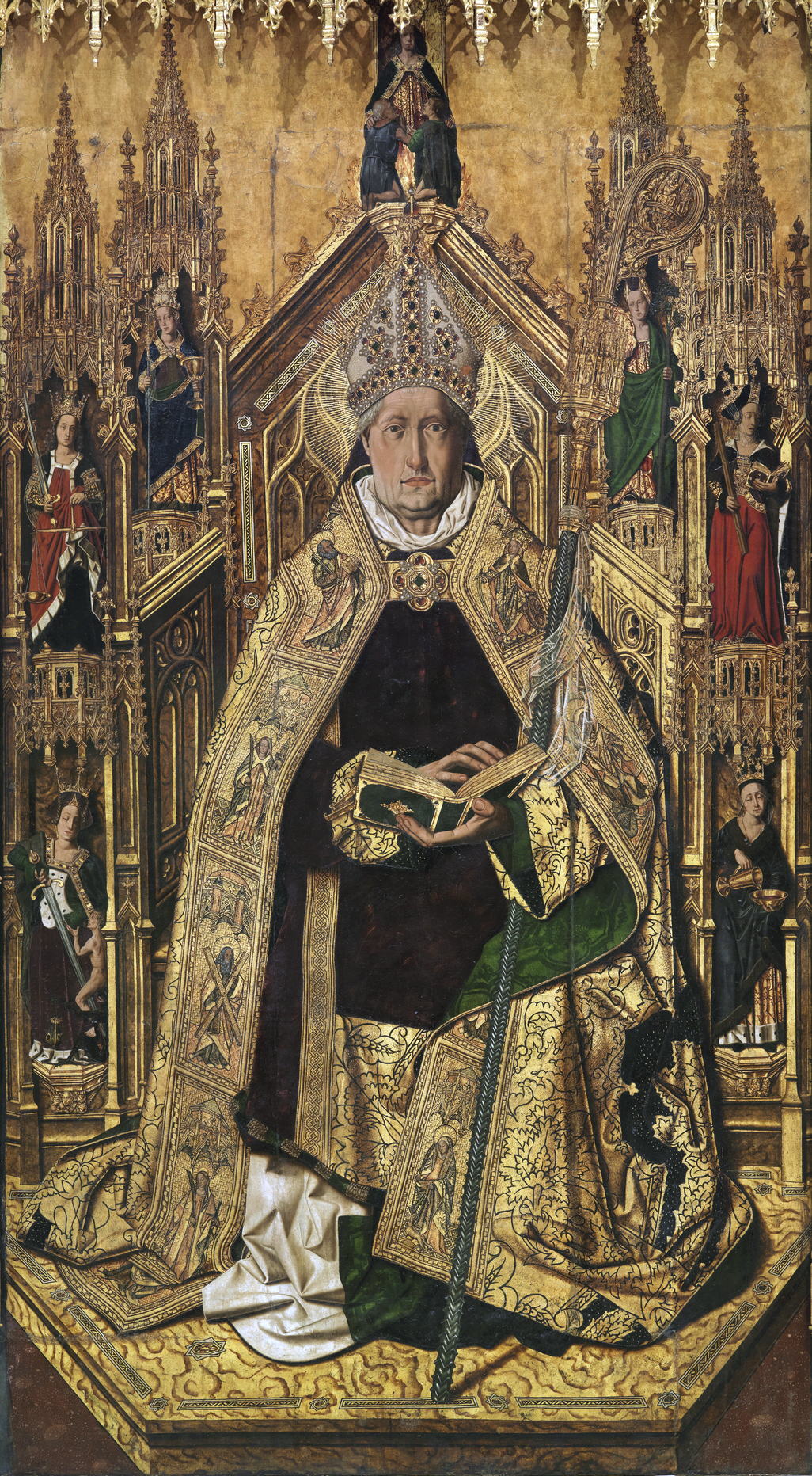
圣多明我·西洛就任西洛修道院长

男修道院院长（英語：abbot），或译男隱修院院長、男修道院院牧、男隱修院院牧，是对基督教修道院的男性领导者的称呼。這個名稱源自於「abba」（希伯來文ab的亞蘭文形式），意為「父親」。女性的隱修院院長對應的頭銜為在英語稱為。一些神父也会被授予“領銜隱修院长”的榮銜，尽管他们并不是修道院的领导者。